# Предел (Шмарє-при-Єлшах)
Предел (словен. Predel) — поселення в общині Шмарє-при-Єлшах, Савинський регіон, Словенія. 
Висота над рівнем моря: 321,8 м.